# HD 156668
HD 156668 è una nana arancione situata nella Costellazione di Ercole, situata a circa 80 anni luce dalla Terra.  La stella ha solo il 27% della luminosità bolometrica del Sole, il 77% della massa solare e il 72% del suo diametro. La stella ha solo l'85% dell'idrogeno in relazione al Sole.

## Super-Terra
Il 7 gennaio 2010 Andrew Howard annunciò la scoperta di una Super Terra orbitante attorno ad HD 156668. Questo pianeta venne chiamato HD 156668 b. L'annuncio della scoperta venne dato alla 215 conferenza dell'American Astronomical Society, dal 4 al 7 gennaio 2010 a Washington. Il pianeta orbita intorno alla sua stella in soli 4,64 giorni ad una distanza approssimativa di 0.05 UA. I ricercatori usarono il  metodo wobble dove i risultati dell'analisi dello spettro permisero di calcolare i dati del pianeta. Le osservazioni rivelarono che l'oggetto aveva una massa 4.15 volte la massa terrestre.
Un altro pianeta è stato scoperto nel 2021, inoltre si sospetta la presenza di un ulteriore pianeta nel sistema, non ancora confermato.
| Pianeta | Tipo            | Massa         | Periodo orb.  | Sem. maggiore | Eccentricità | Scoperta |
| ------- | --------------- | ------------- | ------------- | ------------- | ------------ | -------- |
| b       | Super Terra     | > 4,15 M⊕     | 4,6455 giorni | 0,05 UA       | 0,235        | 2010     |
| c       | Gigante gassoso | > 31,5±2,5 M⊕ | 811 giorni    | 1,57 UA       | 0,089        | 2017     |